# Un flic en solitaire
 (mai 2011).
Un flic en solitaire (Diamond Solitaire) est un roman policier de l'écrivain britannique Peter Lovesey paru en 1992. C'est le deuxième titre de la série ayant pour héros le commissaire Peter Diamond.
Traduit en français par Pascal Loubet, le roman paraît dans la collection Le Masque, au no 2184, en 1994.
Une version écourtée de ce roman est également paru en français aux éditions du Reader's Digest sous le titre La Petite Fille, le Détective et le Sumotori.

## Résumé
Le commissaire Peter Diamond reprend du service lorsqu’il croise la route d’une jeune autiste japonaise.
C’est un périple à travers Londres, New York et le Japon que fait le détective pour retrouver cette enfant. Un sumotori au grand cœur va l’aider et ce qu’il découvre est hallucinant.
La petite fille a été enlevée car sa mère était une biologiste japonaise qui avait découvert une molécule pouvant être utilisée en pharmacie. La multinationale qui l’employait voulait lui voler sa découverte et a donc fait pression sur elle en enlevant sa fille.